# Nieciągłość Repettiego

Wnętrze Ziemi, nieciągłość Repettiego rozdziela płaszcz górny (3) od dolnego (4).

Nieciągłość Repettiego - strefa (powierzchnia nieciągłości) w płaszczu Ziemi, oddzielająca płaszcz górny (Crofesimę) od płaszcza dolnego (Nifesimy).
Leży na głębokości ok. 670 km.